# Slag bij Marignano
De Slag bij Marignano vond plaats op 13 en 14 september 1515 ten zuiden van Milaan. Bij deze veldslag kwamen zeker 15.000 soldaten om, onder wie veel Zwitsers. Troepen van koning Frans I van Frankrijk stonden tegenover troepen van Ferdinand II van Aragon die over het hertogdom Milaan regeerde. De slag vond plaats in de laatste fase van de Oorlog van de Liga van Kamerijk, een van de Italiaanse Oorlogen (1494-1559). Frans I won de slag en een jaar later wist hij de nieuwe koning van Spanje Karel V, de opvolger van Ferdinand, de Vrede van Noyon op te leggen en de Oorlog van Liga van Kamerijk te beëindigen.

## Italiaanse Oorlogen (1494-1559)
Tussen 1494 en 1559 woedden er een groot aantal oorlogen in en rond Italië. De aanleiding voor de conflicten waren dynastieke conflicten rondom het hertogdom Milaan en het koninkrijk Napels, maar al snel ontspoorden deze conflicten in een serie oorlogen over aanspraken op verschillende delen van Italië waarbij allerlei Europese landen betrokken raakten. Landen als Frankrijk, Spanje, het Heilige Roomse Rijk, Engeland, Schotland, de Pauselijke Staat en de Italiaanse stadstaten voerden een machtsstrijd waarbij allianties net zo snel uiteenvielen als ze gevormd werden en verraad aan de orde van de dag was.

## Oorlog van de Liga van Kamerijk (1508-1516)
Een van de grote conflicten van de Italiaanse Oorlogen was de Oorlog van de Liga van Kamerijk. Frankrijk, de Pauselijke Staat en Republiek Venetië bevochten elkaar in wisselende allianties, waarbij ook Spanje, het Heilige Roomse Rijk, Engeland, Schotland, de hertogdommen van Milaan en Ferrara en Zwitserland waren betrokken. Paus Julius II probeerde in 1508 een einde te maken aan de groeiende invloed van Venetië in het noorden van het Italiaanse schiereiland. Hij vormde hiervoor de Liga van Kamerijk met de Pauselijke Staat, het Heilige Roomse Rijk, Frankrijk en Spanje. Hoewel de Liga aanvankelijk erg succesvol was ontstond er al snel ruzie tussen de paus en de Franse koning Lodewijk XII en viel de Liga uiteen. Julius II vormde toen een alliantie met Venetië tegen Frankrijk. De nieuwe alliantie wist Frankrijk in 1512 uit Italië te verdrijven en even keerde de rust terug. De paus en Venetië kregen echter ruzie over de oorlogsbuit, waarna Venetië een alliantie met Frankrijk aanging. De opvolger van Lodewijk XII, Frans I, viel opnieuw Italië binnen.

## Proloog
Frans I was er op gebrand om weer vaste voet in Italië te verkrijgen. Hij had tijdens zijn kroning ook de titel hertog van Milaan gekregen en was vast van plan zijn bezit te veroveren. Daarnaast was het hertogdom Milaan altijd Frankrijks toegang tot Italië geweest, een tweede reden om het hertogdom te heroveren. Het Franse koninkrijk beschikte over een groot leger, aangevuld met landsknechten (Duitse huurlingen), en kon rekenen op de steun van Venetië. Frans I stond tegenover een gecombineerd leger van Zwitserse huurlingen en de pauselijke staat, die vochten voor de hertog van Milaan, Ferdinand II van Aragon. Het leger van Frans I deelde de eerste slag uit. De Zwitsers hadden de Alpenpassen afgesloten maar Frans I vermeed op advies van Gian Giacomo Trivulzio de hoofdpassen en trok daarentegen door de vallei van de Stura. Een groot aantal kanonnen werd in het geheim over nieuw aangelegde wegen over de Alpen bij de Col d'Argentière vervoerd. Bij het stadje Villafranca verrasten de Fransen de Zwitserse cavalerie en namen Propero Colonna gevangen. Hierop trokken de Zwitsers terug op Milaan. Een deel van de Zwitserse piekeniers werd door de Fransen omgekocht en vertrok weer naar Zwitserland.

## Verloop van de slag
De overige Zwitsers trokken weer op en hielden de troepen van Frans I op 13 september aan in de buurt van een stad die tegenwoordig Melegnano heet, ongeveer zestien kilometer ten zuidoosten van Milaan. Bij een klein uitgebrand dorpje gelegen bij de brug over een kleine rivier begon de slag. Een tijdlang golfde de strijd op en neer. De Fransen hadden moeite om de dapper vechtende Zwitsers terug te dringen en kwamen op hun beurt in gevaar toen de Zwitsers tegen het vallen van de avond de overhand kregen. De Zwitserse piekeniers golden als onoverwinnelijk. Ze gebruikten al jaren met succes de falanxtactiek. Hierbij stonden de piekeniers in rijen achter elkaar. De voorste vier rijen vormden met hun gevelde lansen van vier meter lang of meer een schier ondoordringbare haag. Frans I kon zich echter handhaven door het gebruik van zijn artillerie en de inzet van zijn cavalerie. De strijd werd voortgezet bij het licht van de maan en in de duisternis ontstond veel verwarring tussen de vechtende partijen. Uiteindelijk bracht Venetië redding. Een detachement cavalerie onder het commando van condottiero Bartolomeo d’Alviano arriveerde in de vroege morgen van de 14e september en viel de Zwitsers aan. De nieuw aangekomen verse troepen deden de balans omslaan en Frans I behaalde de overwinning.

## Gevolgen
Frans I wist in 1516 de Vrede van Noyon af te dwingen waarbij Milaan werd afgestaan aan Frankrijk. Hij verkreeg ook het Castello Sforzesco en daarmee de toegang tot Lombardije. De overwinning van Frans I bezegelde in feite ook de Oorlog van de Liga van Kamerijk.

## Trivia
- De slag bij Marignano vormt het onderwerp van het lied La Guerre (La Bataille de Marignan), geschreven door Clement Janequin, uitgegeven te Parijs in 1528.
- De pauselijke legers maakten gebruik van Zwitserse huurlingen, waarvan er 6.000 werden afgeslacht. Dat bracht Ulrich Zwingli er toe de paus Julius II te veroordelen. Zijn vertrouwen in de Roomse kerk was geschonden en hij lag aan de basis van een van de reformatiebewegingen.